# Hamish Carter
Pour les articles homonymes, voir Carter.

Hamish Clive Carter né le 28 avril 1971 à Auckland est un triathlète néo-zélandais, champion olympique en 2004.

## Biographie
Hamish Carter évolue au niveau international dès 1992. Il remporte sa première épreuve de Coupe du monde l'année suivante à Maui. il gagne onze épreuves de Coupe du monde durant sa carrière (Maui 1993, Nendaz 1994, Auckland 1995, Cancún et Sydney 1997, Auckland Cancún et Tiszaujvaros 1998, Tiszaujvaros 1999, Big Island 2000, Corner Brook 2003).
Il obtient aussi durant cette année 1993 son premier podium aux Championnats du monde de triathlon avec une troisième place à Manchester.
Vice-champion du monde en 1997 et champion d'Océanie en 1999, Carter termine vingt-sixième des Jeux olympiques d'été de 2000. Hamish Carter est médaillé de bronze aux Jeux du Commonwealth de 2002
Il remporte le titre olympique en 2004, devançant son compatriote Bevan Docherty. Il se voit décerner la médaille d'officier de l'Ordre du mérite de Nouvelle-Zélande à la fin de l'année 2004.
Vice-champion du monde en 2006 et champion du monde Xterra la même année, Hamish Carter met un terme à sa carrière en mars 2007.

## Palmarès
Le tableau présente les résultats les plus significatifs (podium) obtenus sur le circuit international de triathlon depuis 1993.
| Année | Compétition                         | Pays             | Position | Temps           |
| ----- | ----------------------------------- | ---------------- | -------- | --------------- |
| 2006  | Championnats du monde               | Suisse           |          | 1 h 51 min 49 s |
| 2006  | Championnat du monde Xterra - Maui  | États-Unis       |          | 2 h 42 min 36 s |
| 2005  | Chicago-Triathlon                   | États-Unis       |          | 1 h 49 min 55 s |
| 2005  | Alcatraz-Triathlon                  | États-Unis       |          | 2 h 5 min 5 s   |
| 2005  | Xterra Nouvelle-Zélande             | Nouvelle-Zélande |          | Timing          |
| 2004  | Jeux olympiques - Athènes           | Grèce            |          | 1 h 51 min 7 s  |
| 2003  | Championnat d'Océanie               | Nouvelle-Zélande |          | 1 h 51 min 15 s |
| 2002  | Jeux du Commonwealth - Manchester   | Royaume-Uni      |          | 1 h 52 min 4 s  |
| 2002  | Championnat d'Océanie               | Nouvelle-Zélande |          | 1 h 54 min 24 s |
| 1999  | Championnat d'Océanie               | Australie        |          | 1 h 55 min 10 s |
| 1998  | Coupe du monde - Classement général |                  |          |                 |
| 1997  | Championnats du monde               | Australie        |          | 1 h 48 min 42 s |
| 1993  | Championnats du monde               | Royaume-Uni      |          | 1 h 53 min 28 s |